# Fraser Russell
Sir Alexander Fraser Rusell (Ciudad del Cabo, 21 de octubre de 1876-África, 28 de marzo de 1952) fue un abogado y político británico, que se desempeñó tres veces, todas de manera interina, como Gobernador de Rodesia del Sur, así como Presidente del Tribunal Supremo de Rodesia durante mucho tiempo.

## Reseña biográfica
Nació en St Andrew's Church, Somerset Road, Ciudad del Cabo, hijo del reverendo J. M. Rusell, y de su esposa Nancy. Rusell asistió al Normal College, Merchiston Castle School en Escocia y South African College en Ciudad del Cabo. En el South Africa College obtuvo una doble titulación en Artes y Ciencias y se le otorgó la Beca Ebden para estudiar en el extranjero por tres años. El general Jan Smuts había obtenido la misma beca tres años antes. Primero fue al St John's College (Cambridge), donde conoció a Smuts y obtuvo una licenciatura en derecho de primera clase en 1900, y, en segundo lugar, al Middle Temple, en Londres, para estudiar Derecho. 
Russell fue llamado al Colegio de Abogados de Middle Temple en marzo de 1901, y más tarde ese mismo año, al Colegio de Abogados de Sudáfrica. De 1902 a 1915 fue el editor de los Informes de la Corte Suprema de la Colonia del Cabo y la Unión de Sudáfrica antes de su ascenso a la Corte de Rodesia del Sur. Rusell se casó con Winifer Robertson en 1904, con quien tuvo 2 hijos y 2 hijas.
En 1931, fue nombrado Presidente del Tribunal Supremo de Justicia de Rodesia del Sur y en 1939, presidente de la Corte de Apelaciones de Rodesia. Mientras se desempeñaba como Presidente del Tribunal Supremo, Russell ejerció como Gobernador de Rodesia del Sur en tres ocasiones: de 1934 a 1935, de 1936 a 1937 y en 1942. Fue investido como Caballero Comandante de la Orden del Imperio Británico (KBE) en los Honores de Año Nuevo de 1943.
Rusell murió en 1952 a los 75 años, dejando a su esposa, dos hijas y un hijo, ya que el otro había muerto en combate en 1941 Su hija Ida se casó con el capitán de críquet y misionero en Sudáfrica George "Jackie" Grant.